# 马蒂奇·雷贝茨
马蒂奇·雷贝茨（1995年1月24日—）為斯洛文尼亚男子籃球運動員，現效力於VTB聯賽下諾夫哥羅德。

## 職業生涯
2024年5月29日，亞得里亞海聯賽FMP與雷贝茨續約。12月23日，雷贝茨離開FMP。2025年1月9日，中国男子篮球职业联赛南京同曦簽下雷贝茨。1月26日，南京同曦取消註冊雷贝茨，雷贝茨代表南京同曦出賽6場，場均上場15分鐘，攻下3.3分、1.3籃板、3助攻。2月8日，VTB聯賽下諾夫哥羅德簽下雷贝茨。

## 外部連結
- 马蒂奇·雷贝茨在fiba.basketball（英语）
- 马蒂奇·雷贝茨在archive.fiba.com（存檔）（英语）
- 马蒂奇·雷贝茨在歐洲籃球聯賽（英语）
- 马蒂奇·雷贝茨在西班牙篮球甲级联赛（球員）（西班牙语）
- 马蒂奇·雷贝茨在VTB聯賽（英语）
- 马蒂奇·雷贝茨在德國籃球甲級聯賽（德语）
- 马蒂奇·雷贝茨在亞得里亞海聯賽（英语）
- 马蒂奇·雷贝茨在中国男子篮球职业联赛
- 马蒂奇·雷贝茨在Basketball-Reference.com（國際）（英语）
- 马蒂奇·雷贝茨在Eurobasket.com（球員）（英语）
- 马蒂奇·雷贝茨在Proballers（英语）
- 马蒂奇·雷贝茨在RealGM（英语）
- 马蒂奇·雷贝茨在中国篮球数据库
- 马蒂奇·雷贝茨在Flashscore（英语）